# 젤리에조우체

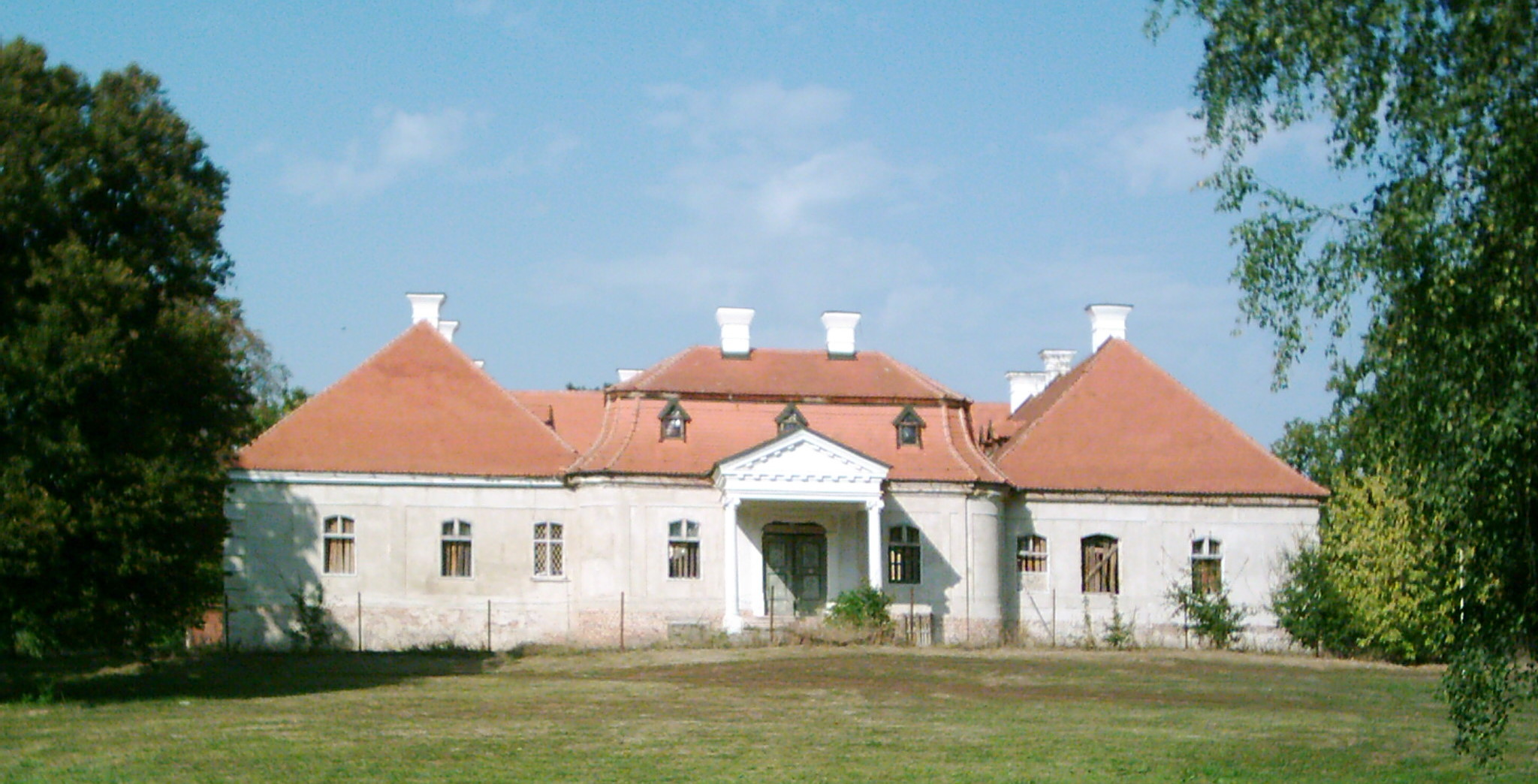
젤리에조우체

젤리에조우체(슬로바키아어: Želiezovce, 헝가리어: Zselíz 젤리즈[*])는 슬로바키아 니트라 주에 위치한 도시로 면적은 56.523km2, 높이는 137m, 인구는 7,486명(2005년 기준), 인구 밀도는 132명/km2이다. 1274년 문헌에 처음 등장했다.

시 문장

## 자매 도시
- 헝가리 머코
- 루마니아 미에르쿠레아치우크